# Szombati Béla
Szombati Béla (Tel-Aviv, 1955. július 16. –) magyar diplomata, nagykövet.

## Életpályája
1974–1975 között a londoni Queen Mary's College hallgatója volt. 1975–1980 között az Eötvös Loránd Tudományegyetem Bölcsészettudományi Kar történelem-francia szakos hallgatója volt.
1980-tól a Külügyminisztérium munkatársa. 1980–1982 között a nemzetközi biztonsági osztályon dolgozott. 1982–1986 között a hanoi nagykövetségen tevékenykedett. 1986–1988 között amerikai referens volt. 1988–1991 között a magyar nagykövetség kulturális attaséjaként szolgált Washingtonban.
1991–1994 között a magyar köztársasági elnök külpolitikai tanácsadója és a budapesti Köztársasági Elnöki Hivatal Külkapcsolati Főosztályának vezetője volt. 1994–1995 között UNESCO-nagykövet volt. 1994–1999 között Magyarország nagykövete volt Franciaországban. 1999–2002 között a Külügyminisztérium az Európai Integrációs Államtitkárság helyettes vezetője volt.
2002–2006 között Magyarország nagykövete volt az Egyesület Királyságban. 2006–2009 között a Külügyminisztérium Stratégiai Tervezési és Információ-kezelési Főosztályának vezetője volt. 2009-ben nevezték ki az USA nagykövetévé Somogyi Ferencet követve e pozícióban. 
A 2010-es magyarországi országgyűlési választások után Szapáry György üzletember váltotta fel. 2012–2016 között az Európai Unió törökországi küldöttségénél is dolgozott.

## Magánélete
Nős; felesége Mihályi Zsuzsa. Két fia született: Kristóf (1980–) és Dániel (1986–).

## Fordítás
- Ez a szócikk részben vagy egészben  a   Béla Szombati című angol Wikipédia-szócikk ezen változatának fordításán alapul.  Az eredeti cikk szerkesztőit annak laptörténete sorolja fel. Ez a jelzés csupán a megfogalmazás eredetét és a szerzői jogokat jelzi, nem szolgál a cikkben szereplő információk forrásmegjelöléseként.